# MARK4
MARK4 – ludzki gen kodujący białko kinazy białkowej. Gen MARK4 (MAP/microtubule affinity-regulating kinase 4), znany też jako Nbla00650, FLJ90097 i KIAA1860, znajduje się w locus 19q13.2.